# Saison 2022-2023 des Trail Blazers de Portland
La saison 2022-2023 des Trail Blazers de Portland est la 53e saison de la franchise au sein de la National Basketball Association (NBA).

## Draft
| Tour | Choix | Joueur           | Poste | Nationalité | Provenance            |
| ---- | ----- | ---------------- | ----- | ----------- | --------------------- |
| 1    | 7     | Shaedon Sharpe   | G     | Canada      | Wildcats du Kentucky  |
| 2    | 36    | Gabriele Procida | G/F   | Italie      | Fortitudo Bologne     |
| 2    | 57    | Jabari Walker    | F     | États-Unis  | Buffaloes du Colorado |

## Matchs

### Summer League
| Summer League Total: 4-1 |

| Match | Date match | Équipe              | Score   | Meilleur marqueur     | Meilleur rebondeur   | Meilleur passeur      | Lieux Spectateurs      | Série |
| ----- | ---------- | ------------------- | ------- | --------------------- | -------------------- | --------------------- | ---------------------- | ----- |
| 1     | 7 juillet  | Détroit             | D 78-81 | Keon Johnson (21)     | Jabari Walker (7)    | Ross, Williams (4)    | Thomas & Mack Center 0 | 0 - 1 |
| 2     | 9 juillet  | La Nouvelle-Orléans | V 85-68 | Trendon Watford (17)  | Trendon Watford (11) | Trendon Watford (5)   | Thomas & Mack Center 0 | 1 - 1 |
| 3     | 11 juillet | New York            | V 88-77 | Trendon Watford (18)  | Jabari Walker (13)   | Johnson, Williams (4) | Thomas & Mack Center 0 | 2 - 1 |
| 4     | 14 juillet | Houston             | V 85-77 | Keon Johnson (25)     | Walker, Watford (9)  | Brandon Williams (6)  | Thomas & Mack Center 0 | 3 - 1 |
| 5     | 17 juillet | New York            | V 85-77 | Brandon Williams (22) | Jabari Walker (11)   | Brandon Williams (5)  | Thomas & Mack Center 0 | 4 - 1 |

### Pré-saison
| Pré-saison Total: 1-4 (Domicile : 1-1; Extérieur : 0-3) |

| Match | Date match | Équipe           | Score     | Meilleur marqueur   | Meilleur rebondeur | Meilleur passeur   | Lieux Spectateurs           | Série |
| ----- | ---------- | ---------------- | --------- | ------------------- | ------------------ | ------------------ | --------------------------- | ----- |
| 1     | 3 octobre  | @ L.A. Clippers  | D 97-102  | Damian Lillard (16) | Josh Hart (10)     | Josh Hart (4)      | Climate Pledge Arena 18 440 | 0 - 1 |
| 2     | 4 octobre  | Utah             | D 101-118 | Damian Lillard (21) | Josh Hart (7)      | Damian Lillard (6) | Moda Center 15 197          | 0 - 2 |
| 3     | 6 octobre  | Maccabi Ra'anana | V 138-85  | Shaedon Sharpe (27) | Jabari Walker (7)  | Keon Johnson (11)  | Moda Center 10 622          | 1 - 2 |
| 4     | 9 octobre  | @ Sacramento     | D 94-126  | Jerami Grant (17)   | Jusuf Nurkić (9)   | Damian Lillard (6) | Golden 1 Center 14 250      | 1 - 3 |
| 5     | 11 octobre | @ Golden State   | D 98-131  | Shaedon Sharpe (17) | Josh Hart (8)      | Keon Johnson (5)   | Chase Center 18 064         | 1 - 4 |

### Saison régulière
| Saison régulière Total: 33-49 (Domicile : 17-24; Extérieur : 16-25) |

| Match | Date match | Équipe        | Score     | Meilleur marqueur    | Meilleur rebondeur | Meilleur passeur    | Lieux Spectateurs       | Série |
| ----- | ---------- | ------------- | --------- | -------------------- | ------------------ | ------------------- | ----------------------- | ----- |
| 1     | 19 octobre | @ Sacramento  | V 115-108 | Jerami Grant (23)    | Grant, Winslow (8) | Damian Lillard (8)  | Golden 1 Center 17 611  | 1 - 0 |
| 2     | 21 octobre | Phoenix       | V 113-111 | Damian Lillard (41)  | Jusuf Nurkić (17)  | Trois joueurs (3)   | Moda Center 19 393      | 2 - 0 |
| 3     | 23 octobre | @ L.A. Lakers | V 106-104 | Damian Lillard (41)  | Josh Hart (16)     | Josh Hart (5)       | Crypto.com Arena 18 997 | 3 - 0 |
| 4     | 24 octobre | Denver        | V 135-110 | Damian Lillard (31)  | Jusuf Nurkić (12)  | Damian Lillard (8)  | Moda Center 18 111      | 4 - 0 |
| 5     | 26 octobre | Miami         | D 98-119  | Damian Lillard (22)  | Jusuf Nurkić (9)   | Josh Hart (6)       | Moda Center 18 588      | 4 - 1 |
| 6     | 28 octobre | Houston       | V 125-111 | Anfernee Simons (30) | Jusuf Nurkić (15)  | Simons, Winslow (7) | Moda Center 19 082      | 5 - 1 |

| Match | Date match  | Équipe                | Score          | Meilleur marqueur    | Meilleur rebondeur   | Meilleur passeur    | Lieux Spectateurs                 | Série   |
| ----- | ----------- | --------------------- | -------------- | -------------------- | -------------------- | ------------------- | --------------------------------- | ------- |
| 7     | 2 novembre  | Memphis               | D 106-111      | Anfernee Simons (31) | Jusuf Nurkić (13)    | Anfernee Simons (8) | Moda Center 19 462                | 5 - 2   |
| 8     | 4 novembre  | @ Phoenix             | V 108-106      | Jerami Grant (30)    | Hart, Winslow (9)    | Justise Winslow (9) | Footprint Center 17 071           | 6 - 2   |
| 9     | 5 novembre  | @ Phoenix             | D 82-102       | Jerami Grant (14)    | Hart, Nurkić (7)     | Josh Hart (8)       | Footprint Center 17 071           | 6 - 3   |
| 10    | 7 novembre  | @ Miami               | V 110-107      | Anfernee Simons (25) | Jusuf Nurkić (11)    | Josh Hart (8)       | FTX Arena 19 600                  | 7 - 3   |
| 11    | 9 novembre  | @ Charlotte           | V 105-95       | Damian Lillard (26)  | Josh Hart (11)       | Damian Lillard (7)  | Spectrum Center 14 774            | 8 - 3   |
| 12    | 10 novembre | @ La Nouvelle-Orléans | V 106-95       | Jerami Grant (27)    | Trois joueurs (8)    | Simons, Winslow (6) | Smoothie King Center 14 289       | 9 - 3   |
| 13    | 12 novembre | @ Dallas              | D 112-117      | Jerami Grant (37)    | Josh Hart (9)        | Damian Lillard (12) | American Airlines Center 20 277   | 9 - 4   |
| 14    | 15 novembre | San Antonio           | V 117-110      | Jerami Grant (29)    | Jerami Grant (8)     | Damian Lillard (11) | Moda Center 19 012                | 10 - 4  |
| 15    | 17 novembre | Brooklyn              | D 107-109      | Damian Lillard (25)  | Jusuf Nurkić (8)     | Damian Lillard (11) | Moda Center 19 393                | 10 - 5  |
| 16    | 19 novembre | Utah                  | D 113-118      | Anfernee Simons (23) | Hart, Simons (8)     | Lillard, Simons (7) | Moda Center 19 595                | 10 - 6  |
| 17    | 21 novembre | @ Milwaukee           | D 111-119      | Anfernee Simons (29) | Jusuf Nurkić (10)    | Anfernee Simons (5) | Fiserv Forum 17 341               | 10 - 7  |
| 18    | 23 novembre | @ Cleveland           | D 96-114       | Jusuf Nurkić (22)    | Eubanks, Nurkić (6)  | Josh Hart (9)       | Rocket Mortgage FieldHouse 19 432 | 10 - 8  |
| 19    | 25 novembre | @ New York            | V 132-129 (OT) | Jerami Grant (44)    | Josh Hart (19)       | Jusuf Nurkić (7)    | Madison Square Garden 19 812      | 11 - 8  |
| 20    | 27 novembre | @ Brooklyn            | D 97-111       | Jerami Grant (29)    | Jusuf Nurkić (14)    | Simons, Winslow (6) | Barclays Center 17 732            | 11 - 9  |
| 21    | 29 novembre | L.A. Clippers         | D 112-118      | Anfernee Simons (37) | Justise Winslow (13) | Jusuf Nurkić (7)    | Moda Center 17 251                | 11 - 10 |
| 22    | 30 novembre | @ L.A. Lakers         | D 109-128      | Jerami Grant (27)    | Nurkić, Watford (10) | Anfernee Simons (8) | Crypto.com Arena 18 560           | 11 - 11 |

| Match | Date match  | Équipe          | Score     | Meilleur marqueur    | Meilleur rebondeur   | Meilleur passeur     | Lieux Spectateurs               | Série   |
| ----- | ----------- | --------------- | --------- | -------------------- | -------------------- | -------------------- | ------------------------------- | ------- |
| 23    | 3 décembre  | @ Utah          | V 116-111 | Anfernee Simons (45) | Nurkić, Watford (14) | Jerami Grant (5)     | Vivint Smart Home Arena 18 206  | 12 - 11 |
| 24    | 4 décembre  | Indiana         | V 116-100 | Jerami Grant (28)    | Josh Hart (10)       | Lillard, Simons (6)  | Moda Center 17 479              | 13 - 11 |
| 25    | 8 décembre  | Denver          | D 120-121 | Damian Lillard (40)  | Jusuf Nurkić (9)     | Damian Lillard (12)  | Moda Center 18 189              | 13 - 12 |
| 26    | 10 décembre | Minnesota       | V 124-118 | Damian Lillard (36)  | Jusuf Nurkić (15)    | Damian Lillard (8)   | Moda Center 18 324              | 14 - 12 |
| 27    | 12 décembre | Minnesota       | V 133-112 | Damian Lillard (38)  | Jusuf Nurkić (16)    | Justise Winslow (10) | Moda Center 18 021              | 15 - 12 |
| 28    | 14 décembre | @ San Antonio   | V 128-112 | Damian Lillard (37)  | Josh Hart (10)       | Damian Lillard (8)   | AT&T Center 13 657              | 16 - 12 |
| 29    | 16 décembre | @ Dallas        | D 110-130 | Damian Lillard (24)  | Trendon Watford (11) | Trendon Watford (6)  | American Airlines Center 20 191 | 16 - 13 |
| 30    | 17 décembre | @ Houston       | V 107-95  | Anfernee Simons (32) | Josh Hart (13)       | Damian Lillard (10)  | Toyota Center 16 217            | 17 - 13 |
| 31    | 19 décembre | @ Oklahoma City | D 121-123 | Damian Lillard (28)  | Grant, Hart (8)      | Hart, Lillard (6)    | Paycom Center 14 672            | 17 - 14 |
| 32    | 21 décembre | @ Oklahoma City | D 98-101  | Jerami Grant (17)    | Drew Eubanks (7)     | Damian Lillard (8)   | Paycom Center 15 107            | 17 - 15 |
| 33    | 23 décembre | @ Denver        | D 107-120 | Damian Lillard (34)  | Josh Hart (11)       | Damian Lillard (8)   | Ball Arena 19 619               | 17 - 16 |
| 34    | 26 décembre | Charlotte       | V 124-113 | Jerami Grant (32)    | Jusuf Nurkić (15)    | Damian Lillard (9)   | Moda Center 19 530              | 18 - 16 |
| 35    | 30 décembre | @ Golden State  | D 112-118 | Damian Lillard (34)  | Josh Hart (11)       | Josh Hart (7)        | Chase Center 18 064             | 18 - 17 |

| Match | Date match | Équipe       | Score     | Meilleur marqueur    | Meilleur rebondeur | Meilleur passeur    | Lieux Spectateurs            | Série   |
| ----- | ---------- | ------------ | --------- | -------------------- | ------------------ | ------------------- | ---------------------------- | ------- |
| 36    | 2 janvier  | Détroit      | V 135-106 | Jerami Grant (36)    | Drew Eubanks (10)  | Damian Lillard (10) | Moda Center 19 393           | 19 - 17 |
| 37    | 4 janvier  | @ Minnesota  | D 106-113 | Damian Lillard (27)  | Jusuf Nurkić (8)   | Damian Lillard (6)  | Target Center 15 434         | 19 - 18 |
| 38    | 6 janvier  | @ Indiana    | D 99-108  | Anfernee Simons (20) | Jusuf Nurkić (19)  | Hart, Lillard (8)   | Gainbridge Fieldhouse 16 548 | 19 - 19 |
| 39    | 8 janvier  | @ Toronto    | D 105-117 | Damian Lillard (34)  | Jusuf Nurkić (18)  | Damian Lillard (8)  | Scotiabank Arena 19 800      | 19 - 20 |
| 40    | 10 janvier | Orlando      | D 106-109 | Damian Lillard (30)  | Josh Hart (13)     | Anfernee Simons (7) | Moda Center 18 176           | 19 - 21 |
| 41    | 12 janvier | Cleveland    | D 113-119 | Damian Lillard (50)  | Jusuf Nurkić (12)  | Anfernee Simons (5) | Moda Center 18 105           | 19 - 22 |
| 42    | 14 janvier | Dallas       | V 136-119 | Damian Lillard (36)  | Jusuf Nurkić (11)  | Damian Lillard (10) | Moda Center 19 393           | 20 - 22 |
| 43    | 15 janvier | Dallas       | V 140-123 | Damian Lillard (40)  | Josh Hart (12)     | Damian Lillard (6)  | Moda Center 19 393           | 21 - 22 |
| 44    | 17 janvier | @ Denver     | D 113-122 | Damian Lillard (44)  | Jusuf Nurkić (10)  | Damian Lillard (8)  | Ball Arena 18 258            | 21 - 23 |
| 45    | 19 janvier | Philadelphie | D 95-105  | Damian Lillard (25)  | Jusuf Nurkić (11)  | Damian Lillard (11) | Moda Center 18 113           | 21 - 24 |
| 46    | 22 janvier | L.A. Lakers  | D 112-121 | Anfernee Simons (31) | Josh Hart (10)     | Damian Lillard (10) | Moda Center 19 393           | 21 - 25 |
| 47    | 23 janvier | San Antonio  | V 147-127 | Damian Lillard (37)  | Jusuf Nurkić (11)  | Damian Lillard (12) | Moda Center 17 874           | 22 - 25 |
| 48    | 25 janvier | Utah         | V 134-124 | Damian Lillard (60)  | Drew Eubanks (10)  | Anfernee Simons (9) | Moda Center 18 154           | 23 - 25 |
| 49    | 28 janvier | Toronto      | D 105-123 | Damian Lillard (30)  | Jerami Grant (8)   | Anfernee Simons (4) | Moda Center 19 393           | 23 - 26 |
| 50    | 30 janvier | Atlanta      | V 129-125 | Damian Lillard (42)  | Josh Hart (12)     | Anfernee Simons (7) | Moda Center 18 262           | 24 - 26 |

| Match                  | Date match  | Équipe         | Score     | Meilleur marqueur    | Meilleur rebondeur  | Meilleur passeur     | Lieux Spectateurs        | Série   |
| ---------------------- | ----------- | -------------- | --------- | -------------------- | ------------------- | -------------------- | ------------------------ | ------- |
| 51                     | 1er février | @ Memphis      | V 122-112 | Damian Lillard (42)  | Drew Eubanks (11)   | Damian Lillard (10)  | FedExForum 14 589        | 25 - 26 |
| 52                     | 3 février   | @ Washington   | V 124-116 | Anfernee Simons (33) | Josh Hart (9)       | Lillard, Simons (6)  | Capital One Arena 20 476 | 26 - 26 |
| 53                     | 4 février   | @ Chicago      | D 121-129 | Damian Lillard (40)  | Josh Hart (12)      | Trois joueurs (5)    | United Center 20 135     | 26 - 27 |
| 54                     | 6 février   | Milwaukee      | D 108-127 | Damian Lillard (28)  | Josh Hart (8)       | Trois joueurs (5)    | Moda Center 18 110       | 26 - 28 |
| 55                     | 8 février   | Golden State   | V 125-122 | Damian Lillard (33)  | Damian Lillard (10) | Damian Lillard (11)  | Moda Center 18 450       | 27 - 28 |
| 56                     | 10 février  | Oklahoma City  | D 129-138 | Damian Lillard (38)  | Drew Eubanks (8)    | Damian Lillard (9)   | Moda Center 19 424       | 27 - 29 |
| 57                     | 13 février  | L.A. Lakers    | V 127-115 | Damian Lillard (40)  | Drew Eubanks (9)    | Anfernee Simons (6)  | Moda Center 18 299       | 28 - 29 |
| 58                     | 14 février  | Washington     | D 101-126 | Damian Lillard (39)  | Drew Eubanks (11)   | Damian Lillard (6)   | Moda Center 18 004       | 28 - 30 |
| NBA All-Star Game 2023 |             |                |           |                      |                     |                      |                          |         |
| 59                     | 23 février  | @ Sacramento   | D 116-133 | Nassir Little (26)   | Drew Eubanks (7)    | Ryan Arcidiacono (6) | Golden 1 Center 18 041   | 28 - 31 |
| 60                     | 26 février  | Houston        | V 131-114 | Damian Lillard (71)  | Nassir Little (9)   | Damian Lillard (6)   | Moda Center 19 215       | 29 - 31 |
| 61                     | 28 février  | @ Golden State | D 105-123 | Damian Lillard (25)  | Drew Eubanks (8)    | Lillard, Watford (7) | Moda Center 18 064       | 29 - 32 |

| Match | Date match | Équipe                | Score     | Meilleur marqueur    | Meilleur rebondeur    | Meilleur passeur         | Lieux Spectateurs           | Série   |
| ----- | ---------- | --------------------- | --------- | -------------------- | --------------------- | ------------------------ | --------------------------- | ------- |
| 62    | 1er mars   | La Nouvelle-Orléans   | D 110-121 | Damian Lillard (41)  | Lillard, Thybulle (8) | Trendon Watford (6)      | Moda Center 18 566          | 29 - 33 |
| 63    | 3 mars     | @ Atlanta             | D 111-129 | Damian Lillard (33)  | Drew Eubanks (7)      | Damian Lillard (8)       | State Farm Arena 17 521     | 29 - 34 |
| 64    | 5 mars     | @ Orlando             | V 122-119 | Damian Lillard (41)  | Damian Lillard (9)    | Jerami Grant (7)         | Amway Center 18 846         | 30 - 34 |
| 65    | 6 mars     | @ Détroit             | V 110-104 | Damian Lillard (31)  | Damian Lillard (13)   | Damian Lillard (12)      | Little Caesars Arena 16 989 | 31 - 34 |
| 66    | 8 mars     | @ Boston              | D 93-115  | Damian Lillard (27)  | Trendon Watford (10)  | Damian Lillard (8)       | TD Garden 19 156            | 31 - 35 |
| 67    | 10 mars    | @ Philadelphie        | D 119-120 | Anfernee Simons (34) | Jerami Grant (10)     | Damian Lillard (11)      | Wells Fargo Center 21 001   | 31 - 36 |
| 68    | 12 mars    | @ La Nouvelle-Orléans | D 110-127 | Anfernee Simons (17) | Eubanks, Watford (7)  | Trois joueurs (4)        | Smoothie King Center 16 676 | 31 - 37 |
| 69    | 14 mars    | New York              | D 107-123 | Damian Lillard (38)  | Jusuf Nurkić (10)     | Damian Lillard (7)       | Moda Center 19 488          | 31 - 38 |
| 70    | 17 mars    | Boston                | D 112-126 | Damian Lillard (41)  | Nurkić, Watford (8)   | Trendon Watford (8)      | Moda Center 19 393          | 31 - 39 |
| 71    | 19 mars    | L.A. Clippers         | D 102-117 | Jusuf Nurkić (23)    | Jusuf Nurkić (11)     | Damian Lillard (9)       | Moda Center 18 714          | 31 - 40 |
| 72    | 22 mars    | @ Utah                | V 127-115 | Damian Lillard (30)  | Sharpe, Watford (9)   | Damian Lillard (12)      | Vivint Smart Home Arena 0   | 32 - 40 |
| 73    | 24 mars    | Chicago               | D 96-124  | Shaedon Sharpe (24)  | Drew Eubanks (7)      | Arcidiacono, Johnson (6) | Moda Center 19 393          | 32 - 41 |
| 74    | 26 mars    | Oklahoma City         | D 112-118 | Shaedon Sharpe (29)  | Drew Eubanks (10)     | Arcidiacono, Johnson (5) | Moda Center 18 626          | 32 - 42 |
| 75    | 27 mars    | La Nouvelle-Orléans   | D 90-124  | Keon Johnson (20)    | Shaedon Sharpe (8)    | Keon Johnson (6)         | Moda Center 17 943          | 32 - 43 |
| 76    | 29 mars    | Sacramento            | D 80-120  | Shaedon Sharpe (30)  | Kevin Knox (12)       | Shaedon Sharpe (7)       | Moda Center 18 550          | 32 - 44 |
| 77    | 31 mars    | Sacramento            | D 114-138 | Shaedon Sharpe (27)  | Drew Eubanks (10)     | Skylar Mays (6)          | Moda Center 18 389          | 32 - 45 |

| Match | Date match | Équipe          | Score     | Meilleur marqueur   | Meilleur rebondeur | Meilleur passeur        | Lieux Spectateurs       | Série   |
| ----- | ---------- | --------------- | --------- | ------------------- | ------------------ | ----------------------- | ----------------------- | ------- |
| 78    | 2 avril    | @ Minnesota     | V 107-105 | Shaedon Sharpe (27) | Jabari Walker (7)  | Skylar Mays (9)         | Target Center 18 978    | 33 - 45 |
| 79    | 4 avril    | @ Memphis       | D 109-119 | Skylar Mays (24)    | Trois joueurs (8)  | Skylar Mays (7)         | FedExForum 17 558       | 33 - 46 |
| 80    | 6 avril    | @ San Antonio   | D 127-129 | Kevin Knox (24)     | Drew Eubanks (9)   | Shaquille Harrison (9)  | Moody Center 16 023     | 33 - 47 |
| 81    | 8 avril    | @ L.A. Clippers | D 125-136 | Kevin Knox (30)     | Kevin Knox (11)    | Shaquille Harrison (10) | Crypto.com Arena 19 068 | 33 - 48 |
| 82    | 9 avril    | Golden State    | D 101-157 | Skylar Mays (21)    | Shaedon Sharpe (7) | Skylar Mays (12)        | Moda Center 19 731      | 33 - 49 |

### Confrontations en saison régulière
| Conférence Est      | Conférence Est                              | Conférence Est                              | Conférence Ouest                            | Conférence Ouest                            | Conférence Ouest                            | Conférence Ouest                            | Conférence Ouest                            |
| Division Atlantique | Division Atlantique                         | Division Atlantique                         | Division Nord-Ouest                         | Division Nord-Ouest                         | Division Nord-Ouest                         | Division Nord-Ouest                         | Division Nord-Ouest                         |
| Équipe              | Domicile                                    | Extérieur                                   | Équipe                                      | Domicile                                    | Domicile                                    | Extérieur                                   | Extérieur                                   |
| ------------------- | ------------------------------------------- | ------------------------------------------- | ------------------------------------------- | ------------------------------------------- | ------------------------------------------- | ------------------------------------------- | ------------------------------------------- |
| Boston              | 112-126                                     | 93-115                                      | Denver                                      | 135-110                                     | 120-121                                     | 107-120                                     | 113-122                                     |
| Brooklyn            | 107-109                                     | 97-111                                      | Minnesota                                   | 124-118                                     | 133-112                                     | 106-113                                     | 107-105                                     |
| New York            | 107-123                                     | 132-129 (OT)                                | Oklahoma City                               | 129-138                                     | 112-118                                     | 121-123                                     | 98-101                                      |
| Philadelphie        | 95-105                                      | 119-120                                     |                                             |                                             |                                             |                                             |                                             |
| Toronto             | 105-123                                     | 105-117                                     | Utah                                        | 113-118                                     | 134-124                                     | 116-111                                     | 127-115                                     |
| Division            | 1-8 (Domicile : 0-5; Extérieur : 1-3)       | 1-8 (Domicile : 0-5; Extérieur : 1-3)       | Division                                    | 7-10 (Domicile : 4-4; Extérieur : 3-6)      | 7-10 (Domicile : 4-4; Extérieur : 3-6)      | 7-10 (Domicile : 4-4; Extérieur : 3-6)      | 7-10 (Domicile : 4-4; Extérieur : 3-6)      |
| Division Centrale   | Division Centrale                           | Division Centrale                           | Division Pacifique                          | Division Pacifique                          | Division Pacifique                          | Division Pacifique                          | Division Pacifique                          |
| Équipe              | Domicile                                    | Extérieur                                   | Équipe                                      | Domicile                                    | Domicile                                    | Extérieur                                   | Extérieur                                   |
| Chicago             | 96-124                                      | 121-129                                     | Golden State                                | 125-122                                     | 101-157                                     | 112-118                                     | 105-123                                     |
| Cleveland           | 113-119                                     | 96-114                                      | L.A. Clippers                               | 112-118                                     | 102-117                                     | 125-136                                     |                                             |
| Detroit             | 135-106                                     | 110-104                                     | L.A. Lakers                                 | 112-121                                     | 127-115                                     | 106-104                                     | 109-128                                     |
| Indiana             | 116-100                                     | 99-108                                      | Phoenix                                     | 113-111                                     |                                             | 108-106                                     | 82-102                                      |
| Milwaukee           | 108-127                                     | 111-119                                     | Sacramento                                  | 80-120                                      | 114-138                                     | 115-108                                     | 116-133                                     |
| Division            | 3-7 (Domicile : 2-3; Extérieur : 1-4)       | 3-7 (Domicile : 2-3; Extérieur : 1-4)       | Division                                    | 6-12 (Domicile : 3-6; Extérieur : 3-6)      | 6-12 (Domicile : 3-6; Extérieur : 3-6)      | 6-12 (Domicile : 3-6; Extérieur : 3-6)      | 6-12 (Domicile : 3-6; Extérieur : 3-6)      |
| Division Sud-Est    | Division Sud-Est                            | Division Sud-Est                            | Division Sud-Ouest                          | Division Sud-Ouest                          | Division Sud-Ouest                          | Division Sud-Ouest                          | Division Sud-Ouest                          |
| Équipe              | Domicile                                    | Extérieur                                   | Équipe                                      | Domicile                                    | Domicile                                    | Extérieur                                   | Extérieur                                   |
| Atlanta             | 129-125                                     | 111-129                                     | Dallas                                      | 136-119                                     | 140-123                                     | 112-117                                     | 110-130                                     |
| Charlotte           | 124-113                                     | 105-95                                      | Houston                                     | 125-111                                     | 131-114                                     | 107-95                                      |                                             |
| Miami               | 98-119                                      | 110-107                                     | Memphis                                     | 106-111                                     |                                             | 122-112                                     | 109-119                                     |
| Orlando             | 106-109                                     | 122-119                                     | New Orleans                                 | 110-121                                     | 90-124                                      | 106-95                                      | 110-127                                     |
| Washington          | 101-126                                     | 124-116                                     | San Antonio                                 | 117-110                                     | 147-127                                     | 128-112                                     | 127-129                                     |
| Division            | 6-4 (Domicile : 2-3; Extérieur : 4-1)       | 6-4 (Domicile : 2-3; Extérieur : 4-1)       | Division                                    | 10-8 (Domicile : 6-3; Extérieur : 4-5)      | 10-8 (Domicile : 6-3; Extérieur : 4-5)      | 10-8 (Domicile : 6-3; Extérieur : 4-5)      | 10-8 (Domicile : 6-3; Extérieur : 4-5)      |
| Conférence          | 10-19 (Domicile : 4-11; Extérieur : 6-8)    | 10-19 (Domicile : 4-11; Extérieur : 6-8)    | Conférence                                  | 23-30 (Domicile : 13-13; Extérieur : 10-17) | 23-30 (Domicile : 13-13; Extérieur : 10-17) | 23-30 (Domicile : 13-13; Extérieur : 10-17) | 23-30 (Domicile : 13-13; Extérieur : 10-17) |
| Total               | 33-49 (Domicile : 17-24; Extérieur : 16-25) | 33-49 (Domicile : 17-24; Extérieur : 16-25) | 33-49 (Domicile : 17-24; Extérieur : 16-25) | 33-49 (Domicile : 17-24; Extérieur : 16-25) | 33-49 (Domicile : 17-24; Extérieur : 16-25) | 33-49 (Domicile : 17-24; Extérieur : 16-25) | 33-49 (Domicile : 17-24; Extérieur : 16-25) |

## Classements
| Conférence Ouest | Conférence Ouest                     | Conférence Ouest | Conférence Ouest | Conférence Ouest | Conférence Ouest | Conférence Ouest | Conférence Ouest |
| No               | Franchise                            | Vic.             | Def.             | MJ               | V/D              | GB               |                  |
| ---------------- | ------------------------------------ | ---------------- | ---------------- | ---------------- | ---------------- | ---------------- | ---------------- |
| 1                | c - Nuggets de Denver                | 53               | 29               | 82               | .646             | -                |                  |
| 2                | y - Grizzlies de Memphis             | 51               | 31               | 82               | .622             | 2                |                  |
| 3                | y - Kings de Sacramento              | 48               | 34               | 82               | .585             | 5                |                  |
| 4                | x - Suns de Phoenix                  | 45               | 37               | 82               | .549             | 8                |                  |
| 5                | x - Clippers de Los Angeles          | 44               | 38               | 82               | .537             | 9                |                  |
| 6                | x - Warriors de Golden State         | 44               | 38               | 82               | .537             | 9                |                  |
|                  |                                      |                  |                  |                  |                  |                  |                  |
| 7                | x - Lakers de Los Angeles            | 43               | 39               | 82               | .524             | 10               |                  |
| 8                | x - Timberwolves du Minnesota        | 42               | 40               | 82               | .512             | 11               |                  |
| 9                | pi - Pelicans de La Nouvelle-Orléans | 42               | 40               | 82               | .512             | 11               |                  |
| 10               | pi - Thunder d'Oklahoma City         | 40               | 42               | 82               | .488             | 13               |                  |
|                  |                                      |                  |                  |                  |                  |                  |                  |
| 11               | o - Mavericks de Dallas              | 38               | 44               | 82               | .463             | 15               |                  |
| 12               | o - Jazz de l'Utah                   | 37               | 45               | 82               | .451             | 16               |                  |
| 13               | o - Trail Blazers de Portland        | 33               | 49               | 82               | .402             | 20               |                  |
| 14               | o - Rockets de Houston               | 22               | 60               | 82               | .268             | 31               |                  |
| 15               | o - Spurs de San Antonio             | 22               | 60               | 82               | .268             | 31               |                  |

| Division Nord-Ouest            | V  | D  | MJ | V/D  | GB | Dom   | Ext   | Div  |
| ------------------------------ | -- | -- | -- | ---- | -- | ----- | ----- | ---- |
| y - Nuggets de Denver          | 53 | 29 | 82 | .646 | –  | 34-7  | 19-22 | 10-6 |
| pi - Timberwolves du Minnesota | 42 | 40 | 82 | .512 | 11 | 22-19 | 20-21 | 8-8  |
| pi - Thunder d'Oklahoma City   | 40 | 42 | 82 | .488 | 13 | 24-17 | 16-25 | 9-7  |
| o - Jazz de l'Utah             | 37 | 45 | 82 | .451 | 16 | 23-18 | 14-27 | 6-10 |
| o - Trail Blazers de Portland  | 33 | 49 | 82 | .402 | 20 | 17-24 | 16-25 | 7-9  |